# آنتونی ژانژان
آنتونی ژانژان (فرانسوی: Anthony Jeanjean‎؛ زادهٔ ۱۳ ژوئن ۱۹۹۸) دوچرخه‌سوار بی‌ام‌اکس اهل فرانسه است.
وی در مسابقات کشوری و بین‌المللی در مجموع برندهٔ ۲ مدال برنز شده است.